# Ассанж, Джулиан
Джулиан Пол Асса́нж (англ. Julian Paul Assange [əˈsɑːnʒ]; род. 3 июля 1971, Таунсвилл, Австралия) — австралийский интернет-журналист и телеведущий, хакер, программист, политзаключённый, основатель WikiLeaks — международной некоммерческой организации, которая публикует секретную информацию, взятую из анонимных источников или полученную при утечке подобного рода информации.
В 2006 году создал проект WikiLeaks для обмена секретными и конфиденциальными материалами, на сайте которого в больших объёмах обнародовал сверхсекретные материалы о шпионских скандалах, коррупции в высших эшелонах власти, военных преступлениях и тайнах дипломатии США.
В апреле 2019 года правительство США обнародовало обвинительное заключение, обвиняющее Ассанжа в заговоре с целью совершения компьютерного вторжения, связанного с утечками информации, предоставленными Челси Мэннинг.
С апреля 2019 года находился в британской тюрьме Белмарш, поскольку усилия правительства США по экстрадиции оспаривались в британских судах.
В мае 2019 года и июне 2020 года правительство США обнародовало новые обвинения против Ассанжа, обвиняя его в нарушении Закона о шпионаже 1917 года и утверждая, что он вступил в сговор с хакерами.
24 июня 2024 года Высокий суд Англии и Уэльса освободил Джулиана под залог. Практически сразу он улетел в Австралию. Ранее федеральный окружной суд США на Северных Марианских островах, опубликовал документ, из которого следовало, что Ассанж может частично признать вину в рамках сделки, по которой он будет приговорён к тому сроку, который он уже провёл в британской тюрьме, ожидая экстрадиции в США, после чего он будет свободен. 26 июня 2024 года на острове Сайпан прошло судебное заседание, на котором Ассанж признал себя виновным в шпионаже в обмен на наказание в виде уже отбытого ранее тюремного заключения, и дело было официально закрыто.

## Биография
Джулиан Ассанж родился в 1971 году в городе Таунсвилле на северо-востоке Австралии.
По материнской линии Ассанж происходит от шотландских и ирландских эмигрантов, прибывших в Австралию в середине XIX века. Его отец, Джон Шиптон, познакомился с его матерью, Кристин Хокинс, на демонстрации против войны во Вьетнаме. Их отношения закончились, когда она забеременела. Джулиан познакомился с отцом в 25 лет. В 1972 году его мать вышла замуж за директора бродячего театра Бретта Ассанжа, так что раннее детство Джулиана прошло в непрерывных переездах.
В 1979 году его мать разошлась с Бреттом и стала встречаться с музыкантом Лейфом Мэйналлом (Гамильтоном), вскоре у них родился сын.
Однако вскоре оказалось, что новый избранник матери — член секты «Семья», основанной Энной Хамильтон-Берн. Члены этой секты отдают новорождённых младенцев основательнице. Мать, опасаясь за судьбу своего второго сына, ушла от Лейфа. Поэтому с 11 до 16 лет Джулиан с матерью снова находился в постоянных переездах.

### Хакерство
Ассанж рано увлёкся программированием. В 16 лет он купил модем и стал работать в сетях доинтернетовской эпохи под ником Мендакс. Смысл его интернет-псевдонима связан с оксюмороном Горация splendide mendax — благородный (великолепный) лжец. Джулиан вместе с товарищами создает организацию хакеров «Worms Against Nuclear Killers» (рус. Черви против ядерных убийц), в своей деятельности они руководствовались своеобразным кодексом: не повреждать системы, но делиться информацией.
В 1991 году, Ассанжу тогда было 20 лет, его вместе с соучастниками арестовали за взлом центрального сервера канадской телекоммуникационной компании Nortel Networks. После нескольких допросов он признал себя виновным по всем 25 пунктам обвинения. Ассанж отделался штрафом, поскольку компании был причинён незначительный ущерб. Джулиан Ассанж изучал программирование, физику и математику в Центральном Квинслендском университете (1994) и в Мельбурнском университете (2003—2006).
Через некоторое время он был задержан по подозрению в краже 500 тыс. долларов со счетов Ситибанка. Однако проверка подозрений не подтвердила.
В 1997 году в соавторстве со Сьюлетт Дрейфус написал книгу о хакерах «Underground». На русском языке книга была опубликована в 2005 году издательством Ультра.Культура под названием «Компьютерное подполье».

### WikiLeaks
В 2006 году Ассанж основывает сайт WikiLeaks. Понимая, что придется иметь дело с весьма щепетильными материалами, он решил, что «домом» главного сервера будет Швеция, известная своей лояльностью к журналистам. В декабре того же года на ресурсе WikiLeaks появляется первый материал: «Решение Исламского суда Сомали о казни правительственных чиновников». Портал подчеркнул, что документ может быть ненастоящим, но «получен из серьёзного источника в разведке США».
Ассанж, естественно, никогда не раскрывал своих информаторов. Те, в свою очередь, могут чувствовать себя в полной безопасности. Прежде чем попасть на страницу WikiLeaks, информация одновременно дублируется на всех серверах портала, так что отследить её невозможно.
Ассанж отправил в Аль-Джазиру, The Guardian, Der Spiegel и The New York Times около 100 тыс. секретных документов о ходе войны в Афганистане, а также десятки тысяч документов о войне в Ираке. Часть документов касается расстрела мирных жителей. После публикации некоторых свидетельств, особенно видеоинформации, разразился международный скандал.
Ассанж также заявлял, что в его распоряжении находится ещё около 15 тыс. секретных документов Пентагона.
В августе 2010 года Ассанж в рамках своего визита в Швецию подписал соглашение с местной Пиратской партией о размещении части серверов WikiLeaks на её площадках, что обеспечит проекту политическую поддержку на мировой арене.
В июле 2012 года Ассанж сообщил, что Wikileaks опубликует около 2,4 млн документов, связанных с конфликтом в Сирии. По словам Ассанжа, обнародование документов поможет людям лучше понять, что происходит в этой стране.
В августе 2013 года WikiLeaks опубликованы ссылки на скачивание документов объёмом более 400 гигабайт, однако файлы защищены ключом, который проект обещает сделать известным в случае причинения вреда кому-либо из ключевых фигур организации, в первую очередь это гарантия безопасности Эдварда Сноудена и самого Джулиана Ассанжа.

### Заявление о выдвижении своей кандидатуры в Сенат Австралии
17 марта 2012 года Ассанж в своём блоге в Twitter'е заявил, что будет рассматривать возможность представить свою кандидатуру на выборах в австралийский Сенат в 2013 году.

### Преследования

#### Обвинение в сексуальных домогательствах

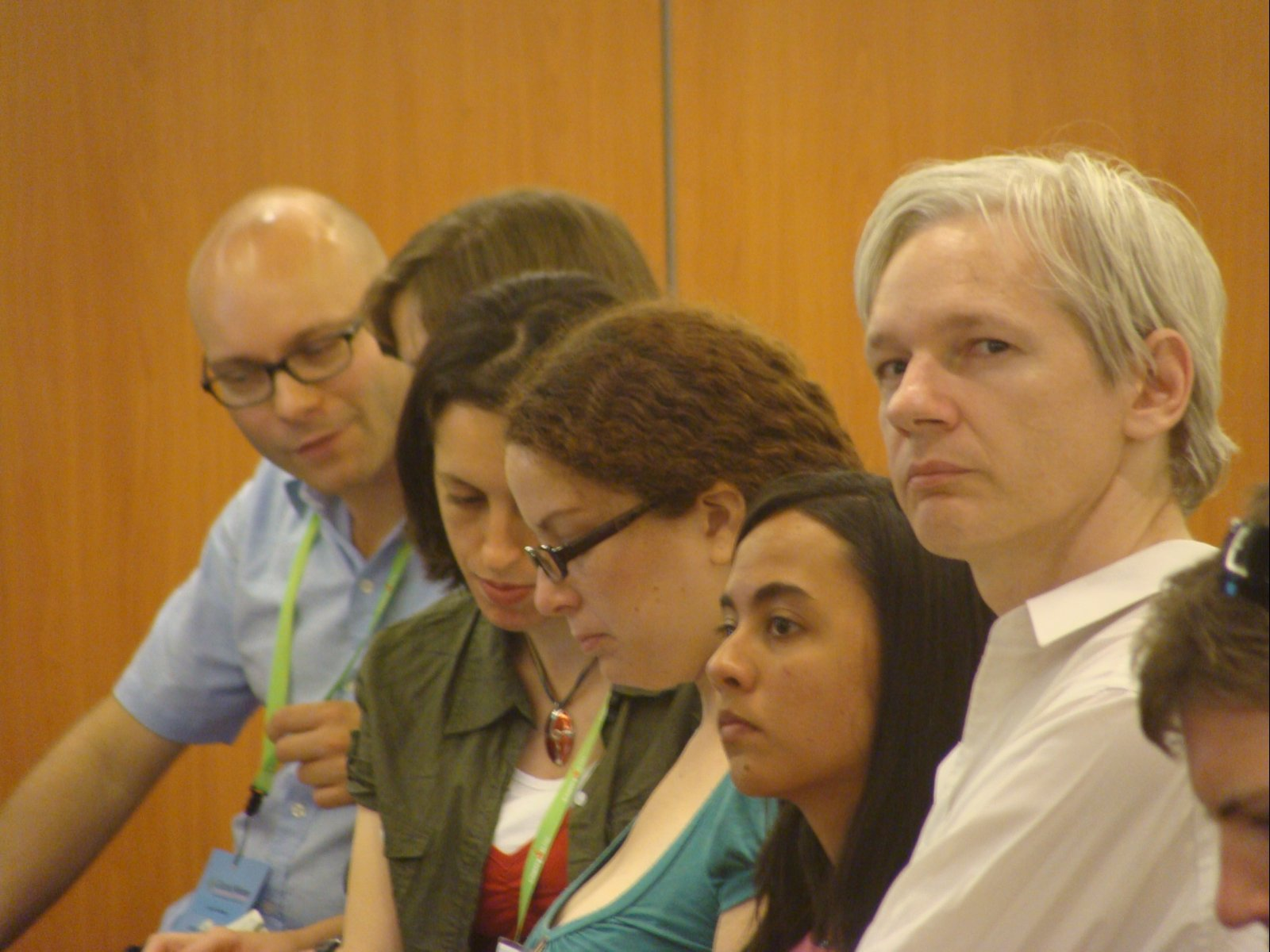
Джулиан Ассанж в Венгрии в 2008 году

20 августа 2010 года в Швеции был выдан ордер на арест Ассанжа. Согласно данным газеты «The Local», Ассанж обвиняется в сексуальных домогательствах и изнасиловании.
Конкретно шведская полиция обвинила Ассанжа в том, что он:
- вступил в половой контакт со шведкой (её имя не раскрывается, в документах её обозначают как «мисс A») без презерватива, вопреки просьбам с её стороны.
- совершил половой акт с «мисс W» без презерватива в то время, когда она спала.

В подавляющем большинстве европейских стран подобные действия, этически весьма сомнительные, тем не менее, не образуют состава преступления. Однако в Швеции они подлежат уголовному преследованию. В прессе существует версия, что мотивом для подачи заявления на Ассанжа могла стать простая ревность двух соперниц: Анны Ардин и Софии Вилен. Поводом к такому предположению послужили утверждения одной из этих женщин, что Ассанж вступил с ней в связь, не упомянув о параллельном романе с другой. Сам Ассанж открестился от всего и написал в одну из стокгольмских газет письмо, в котором посетовал на то, что эти обвинения появились явно неспроста и связаны с публикациями на WikiLeaks т. н. «афганского досье». На следующий день власти Швеции сняли с Джулиана обвинения в изнасиловании.
1 сентября 2010 года дело об изнасиловании было вновь открыто шведскими властями. Прокурор Мэриан Ни сообщила: «Есть основания полагать, что преступление всё-таки было совершено». 18 ноября 2010 шведский суд выдал ордер на арест основателя Wikileaks. На следующий день шведский адвокат Ассанжа обжаловал это решение суда. Ассанж перебрался в Лондон. 1 декабря 2010 года Интерпол выдал ордер на его арест, он был объявлен в международный розыск.
7 декабря 2010 года Ассанж был арестован после того, как добровольно явился в полицейский участок. Основанием для ареста стал ордер, выданный шведской прокуратурой. Защита Ассанжа настаивает на том, что запрос на его экстрадицию был мотивирован политическими причинами.
Ассанж создал сайт «Швеция против Ассанжа», где излагает своё видение всего судебного процесса, приводит аргументы в свою защиту и мнения влиятельных экспертов о ходе дела и действиях шведских и британских властей.
14 декабря 2010 года он был освобождён из-под стражи под залог в 240 000 £, после чего находился в Великобритании под подпиской о невыезде в ожидании суда, который прошёл в Лондоне 6-7 февраля 2011 года.
24 февраля 2011 года британский суд принял решение об экстрадиции Ассанжа в Швецию. Отклонив апелляцию, Высокий суд Лондона 2 ноября 2011 года подтвердил решение об экстрадиции Ассанжа в Швецию. Ассанж обжаловал это решение в Верховный суд Великобритании, который в феврале 2012 года оставил в силе решение об экстрадиции.
В июне 2012 года Верховный суд Великобритании вновь отклонил апелляцию адвокатов Ассанжа, в которой они требовали пересмотреть решение о выдаче их подзащитного Швеции. 19 июня Ассанж, находившийся под подпиской о невыезде, укрылся в посольстве Эквадора в Лондоне и попросил у руководства латиноамериканской страны политического убежища. Шведская полиция утверждала, что хочет просто допросить Ассанжа для выяснения обстоятельств дела. Официальные представители посольства Эквадора, где Ассанж получил политическое убежище и жил почти семь лет, предлагали шведской полиции допросить Ассанжа в здании посольства, но получили отказ без объяснения причин.
В мае 2015 года Верховный суд Швеции оставил в силе решение об аресте Джулиана Ассанжа после поданной апелляционной жалобы об отмене ордера на арест, которую суд отказался удовлетворить. Позже Ассанж пообещал продолжить работу над WikiLeaks, несмотря на угрозу ареста и дальнейшего судебного преследования.
Летом 2015 года истёк срок давности по трём из четырёх обвинений, так как прошло более 5 лет. Срок давности оставшегося обвинения в изнасиловании истёк в августе 2020 года.
19 мая 2017 года прокуратура Швеции прекратила расследование дела против Джулиана Ассанжа по обвинению его в изнасиловании.
19 ноября 2019 года заместитель директора Государственной прокуратуры Ева-Мари Перссон приняла решение «прекратить расследование в отношении Джулиана Ассанжа».

#### Блокировка банковского счета в Швейцарии
6 декабря 2010 года швейцарский банк PostFinance сообщил о замораживании счетов Ассанжа. В пресс-релизе банка указывается, что причиной замораживания счетов является предоставление Ассанжем банку недостоверных сведений о месте своего жительства.

#### Блокировка счетов WikiLeaks международными платёжными системами
3 декабря 2010 года международная платёжная система PayPal заблокировала учётную запись WikiLeaks, пояснив свой шаг тем, что платежная система не может использоваться для осуществления незаконных действий. По словам вице-президента компании, это было сделано по просьбе госдепартамента США.
7 декабря 2010 года международные платёжные системы Visa и MasterCard заблокировали все платежи в адрес сайта WikiLeaks. В пресс-службе европейского подразделения Visa подчеркнули, что данный шаг не связан с оказанием на платёжную систему давления со стороны чиновников, и что в настоящее время бизнес-структура WikiLeaks изучается юристами на предмет возможных нарушений правил Visa.

#### Блокировка аккаунтов сторонников Ассанжа социальными сетями
9 декабря 2010 года социальные ресурсы Facebook и Twitter начали блокировать аккаунты сторонников Ассанжа по подозрению в координации хакерских атак.

### Работа на Russia Today
С 17 апреля по 3 июля 2012 года Ассанж вёл передачу под названием The World Tomorrow («Мир завтра») на телеканале Russia Today (на английском, испанском и арабском языках).

### Реакция интернет-сообщества на арест Ассанжа в 2010 году
Сайты организаций и лиц, так или иначе способствовавших аресту Ассанжа и счетов WikiLeaks, подверглись массированным кибератакам:
1. Платёжная система PayPal — заблокирован сайт и нарушена система обработки электронных платежей
2. Платёжная система MasterCard — аналогично
3. Платёжная система Visa — аналогично
4. Банк PostFinance — нарушение возможности осуществлять онлайн-банкинг
5. Сайт сенатора Джо Либермана (первый сайт правительственного уровня (.gov)) — лоббировавшего принятие закона, согласно которому Ассанжа можно привлечь к ответственности по обвинению в шпионаже
6. Страница и личный e-mail бывшего губернатора Аляски Сары Пэйлин
7. Сайт адвоката, представляющего 2 шведок, по обвинению в изнасиловании которых Ассанж был арестован
8. Сайт шведского правительства
9. Сайт шведской прокуратуры, по запросу которой Ассанж был арестован
10. Портал интернет-магазина Amazon.com — на серверах которого до 8 декабря 2010 г. работал WikiLeaks, после чего был выселен[61]

Через сообщество Twitter было выпущено обращение группы хакеров Anonymous, назвавшими себя «врагами врагов WikiLeaks», согласно которому организация взяла на себя ответственность за осуществленные кибератаки и заявила о планировании новых атак в отношении любых лиц и организаций, так или иначе причастных к задержанию Ассанжа или препятствующих работе WikiLeaks, в том числе на сайты Интерпола, правительств США, Франции и Австралии, платежной системы Moneybookers, а также, повторно, на сайт Amazon.com. «Как организация мы всегда занимали непримиримую позицию в отношении тех, кто препятствует свободе слова в интернете. Мы чувствуем, что WikiLeaks занимается более важным делом, нежели утечкой документов».

### Убежище в посольстве Эквадора

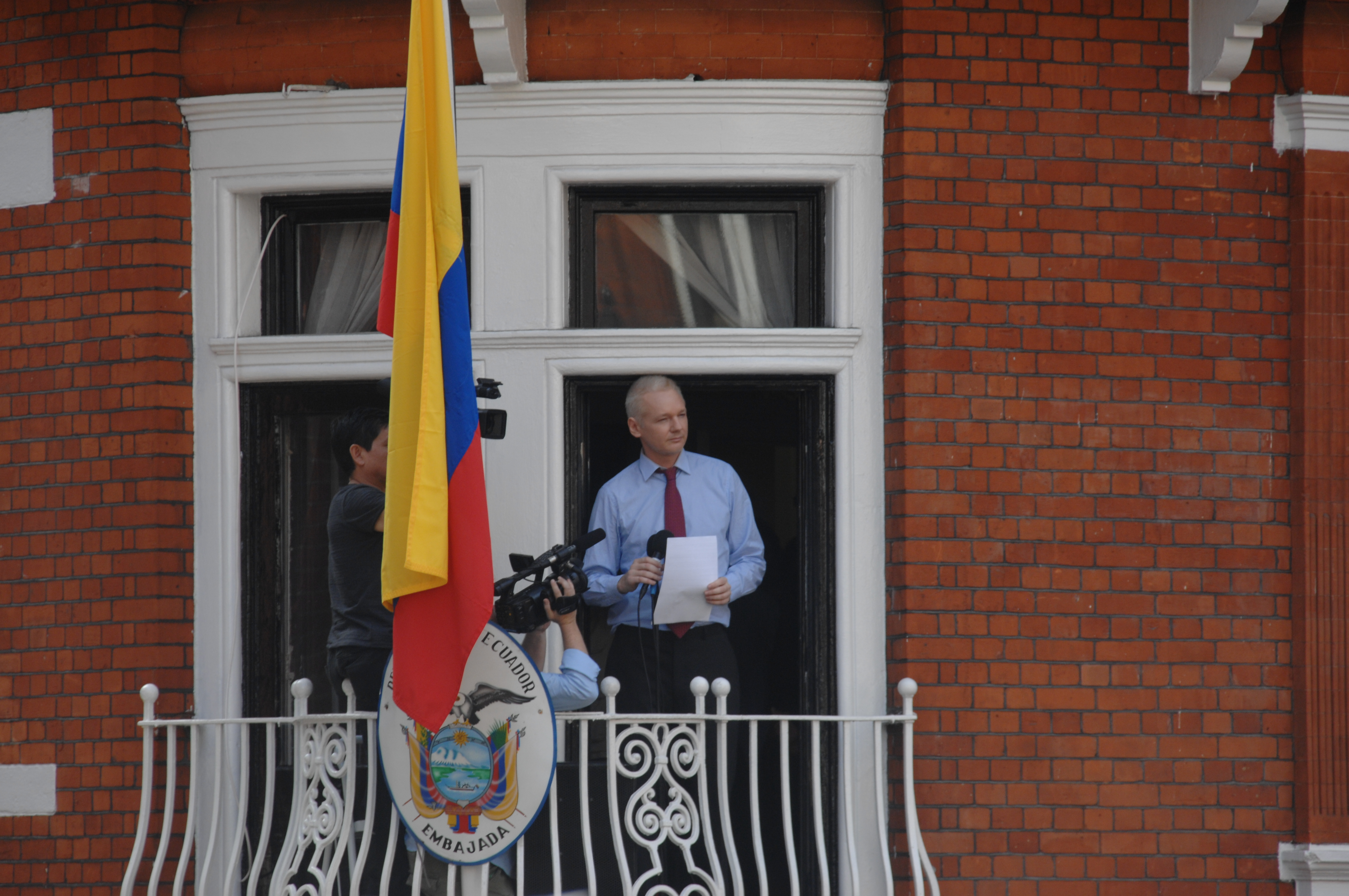
Джулиан Ассанж выступает с балкона эквадорского посольства, 19 августа 2012 года

30 мая 2012 года Верховный суд Великобритании отклонил апелляцию на экстрадицию в Швецию. 19 июня Ассанж, находившийся под подпиской о невыезде, укрылся в посольстве Эквадора в Лондоне и попросил у руководства латиноамериканской страны политического убежища. Полиция сочла это нарушением условий домашнего ареста и сообщила, что в момент выхода из посольства он будет арестован. Однако войти в здание дипломатической миссии, обладающей неприкосновенностью, полицейские не могут. Мать Ассанжа в конце июля 2012 года прибыла в Эквадор, чтобы лично попросить у руководителей этого государства политического убежища для сына. Выбор Ассанжем Эквадора в качестве укрытия не был случайным, поскольку ещё в 2010 году МИД Эквадора предлагал ему политическое убежище.
16 августа 2012 года в 13:00 по лондонскому времени Эквадор официально предоставил Ассанжу политическое убежище. Министерство иностранных дел Эквадора объявило, что запросило у Великобритании и Швеции гарантии того, что Ассанж в случае экстрадиции в Швецию не будет далее выдан США, но таких гарантий не получило; ему также не удалось добиться от США раскрытия засекреченной информации по делу Ассанжа. Первоначально сообщалось, что полиция намеревается взять посольство штурмом, чтобы арестовать Ассанжа, однако позже министр иностранных дел Великобритании Уильям Хейг заявил, что штурма посольства не будет. Британские власти также обсуждали возможность отобрать у посольства дипломатический статус, ссылаясь на закон «О дипломатических помещениях», по которому это возможно в случае использования территории посольства не по дипломатическому назначению, а для укрывания преступника. 19 августа 2012 Ассанж выступил с 10-минутной речью с балкона на первом этаже эквадорского посольства. Во время речи полицейские Лондона находились в считанных метрах от него и в случае его появления на улице немедленно арестовали бы. 27 сентября 2012 года США признали Джулиана Ассанжа врагом государства.
Ассанж прожил в здании посольства следующие семь лет, до апреля 2019 года. В качестве жилья эквадорские дипломаты предоставили ему один из офисов; в соседних помещениях продолжалась обычная работа посольства. В этой комнате находились постель, лампа дневного света, телефон, компьютер, кухонный уголок, душ, беговая дорожка и книжные полки. Матовое стекло на окне не пропускало достаточно солнечного света, и Ассанж страдал от недостатка витамина D. Он сравнивал пребывание в этом помещении с жизнью на космической станции, но не в тюрьме: в интервью CNN Ассанж говорил, что в своей жизни уже бывал в одиночной тюремной камере, и ему есть с чем сравнивать: «заключенным приходится гораздо хуже».
22 января 2016 года рабочая комиссия ООН по неприкосновенности личности направила документ правительствам Великобритании и Швеции, в котором просила оценить ситуацию, чтобы гарантировать Ассанжу безопасность и неприкосновенность, дать право на свободу передвижения и обеспечить соблюдение его прав согласно международным нормам, регулирующим процедуру лишения свободы, а также выплатить компенсацию. 5 февраля 2016 года шведское правительство заявило, что не согласно с решением рабочей группы, и что Ассанж добровольно принял решение остаться в посольстве Эквадора и имеет возможность покинуть его в любой момент.
В марте 2018 г. эквадорское посольство в Лондоне лишило Ассанжа доступа в интернет и права принимать посетителей, объяснив это «нарушением Ассанжем ранее принятых договоренностей», в соответствии с которыми Ассанж не должен был посредством своих сообщений вмешиваться в дела других государств. Решение было принято после поста Ассанжа о «деле Скрипалей». Ассанж написал на своей странице в Twitter’е, что высылка российских дипломатов союзниками Великобритании с подачи премьер-министра Терезы Мэй в связи с отравлением Скрипаля — пример «плохой дипломатии».
В декабре 2018 года президент Эквадора Ленин Морено получил от Великобритании письменные заверения о том, что Ассанж после ареста не будет экстрадирован в США.

#### Вмешательство Wikileaks в президентские выборы США в 2016 году
12 июня 2016 года Ассанж сообщил о намерении опубликовать большое количество имеющихся в его распоряжении писем из электронной почты Хиллари Клинтон, а в июле WikiLeaks опубликовал внутреннюю переписку Национального комитета Демократической партии (НКДП) США, что негативно отразилось на популярности соперницы Дональда Трампа, кандидата от демократов Хиллари Клинтон.
Тогда же американская телекомпания CNN, ссылающаяся на попавшие в её распоряжение отчеты испанской частной охранной компании Undercover Global о слежке за Ассанжем, выступила с утверждением, что Джулиан Ассанж превратил посольство Эквадора в Лондоне в командный центр, из которого лично руководил публикацией компрометирующей информации. Спецслужбы США подозревают, что эта публикация являлась частью вмешательства России в президентские выборы в США с целью способствовать победе Дональда Трампа.
Эксперты по кибербезопасности приписали атаку на сервер Национального комитета Демократической партии российскому правительству, а 12 агентам военной разведки ГРУ позднее были предъявлены обвинения в совершении этой атаки. Согласно докладу Мюллера, российская кампания вмешательства в выборы США поделились этими электронными письмами с WikiLeaks и другими организациями. Расследование также выявило переписку между российскими участниками кампании и WikiLeaks, в которой они говорили о публикации материала.

### Арест 2019 года
11 апреля 2019 года, после видеообращения президента Ленина Морено, власти Эквадора лишили Ассанжа убежища в своём посольстве в Великобритании. По заявлению министра иностранных дел Эквадора, у Ассанжа также аннулировано эквадорское гражданство. Сотрудники британской полиции вошли на территорию посольства, чтобы забрать с собой Ассанжа, по приглашению посла.
Ассанж был взят под стражу в центральном полицейском участке Лондона, где и оставался, прежде чем предстал перед Вестминстерским магистратским судом по обвинению о неявке в суд. Арест был произведён по ордеру, выданному судом магистратов Вестминстера ещё 29 июня 2012 года. В тот же день он был признан виновным в нарушении условий освобождения под залог, мерой пресечения ему было избрано содержание под стражей, судья назвал Ассанжа «нарциссом, который не может выйти за рамки своих собственных эгоистических интересов». После ареста свою поддержку Ассанжу высказал режиссёр Оливер Стоун. В мае 2019 года рабочая группа ООН по произвольным задержаниям выразила озабоченность непропорциональностью меры пресечения для Ассанжа, так как нарушение правил освобождения под залог — это несущественный проступок.
17 мая 2019 года Amnesty International UK заявила: «Дело Джулиана Ассанжа — это дело, за которым мы внимательно следим, но над которым активно не работаем. Amnesty International не считает Джулиана Ассанжа узником совести».
Тогда же было обнародовано, что в США Ассанжу были предъявлены обвинения в сговоре с целью неправомерного доступа к компьютерной информации: Ассанж обвиняется в том, что пытался помочь Челси Мэннинг сгенерировать пароль для доступа к секретной информации под чужой учётной записью. Наказанием за такое преступление может быть лишение свободы на срок до 5 лет. 23 мая 2019 года министерство юстиции США предъявило Ассанжу обвинение ещё по 17 пунктам. Его обвинили в том, что он подстрекал бывшего аналитика разведки американской армии Челси Мэннинг к выдаче секретной информации, а также опубликовал имена секретных источников по военным действиям в Ираке и Афганистане, «поставив их жизнь под угрозу». От Мэннинг Ассанж получил базы данных с 400 тысячами отчётов по Ираку и 90 тысячами отчётов по Афганистану, 250 тысяч телеграмм Госдепартамента и ещё около 800 аналитических записок о заключённых в Гуантанамо.
50-недельный срок заключения Ассанжа в тюрьме Белмарш за «несоблюдение правил о поручительстве» при переезде в Англию восемью годами ранее истёк 22 сентября 2019 года, но специальным решением суда ему было отказано в освобождении «по особым причинам» вплоть до экстрадиции в США.
В соответствии с заявлением специального докладчика ООН Нильса Мельцера, сделанным 16 октября 2019 года, Джулиан Ассанж систематически подвергался психологическим пыткам в британской тюрьме. Нильс сделал это заявление после посещения Джулиана вместе с двумя медицинскими экспертами.
25 ноября 2019 года в открытом письме министру внутренних дел Великобритании Прити Патель 60 британских и зарубежных врачей выразили обеспокоенность тем, что Джулиан Ассанж может не дожить до слушаний в феврале 2020 года, где должен рассматриваться вопрос о его экстрадиции из Британии в США, и потребовали перевести его в университетскую клинику Лондона.
24 декабря 2019 года международная организация «Репортёры без границ» выступила с требованием немедленно отпустить из тюрьмы основателя WikiLeaks Джулиана Ассанжа по гуманитарным соображениям.

#### Слушания по экстрадиции в США
Ассанж предстал перед судом 7 сентября 2020 года в Олд-Бейли для рассмотрения вопроса об экстрадиции в США по новому обвинительному заключению по 18 пунктам. Министерство юстиции США заявило, что новое обвинительное заключение «расширяет круг предполагаемых компьютерных вторжений», утверждая, что Ассанж «напрямую общался с лидером хакерской группы LulzSec и предоставил список целей для взлома, а также сговорился с аналитиком военной разведки Челси Мэннинг взломать хэш пароля».
Патрик Эллер, бывший эксперт Управления уголовных расследований армии США, показал, что Ассанж не взламывал и не мог взломать пароль, упомянутый в обвинительном заключении США, поскольку Челси Мэннинг намеренно отправила только часть хэша пароля. Более того, Эллер заявил, что взлом пароля был частой темой обсуждения среди других солдат, дислоцированных на передовой оперативной базе Хаммер и что сообщение Мэннинг, возможно, не имеет отношения к секретным документам, которые уже были в её распоряжении. Свидетельские показания 30 сентября выявили новые обвинения в слежке за посольством Эквадора со стороны фирмы UC Global. Бывший сотрудник UC Global анонимно сообщил, что фирма провела «изощренную операцию» после того, как Шелдон Адельсон связался с администрацией Трампа. По словам сотрудника, агенты разведки обсуждали планы проникновения в посольство, чтобы похитить или отравить Ассанжа, и пытались получить ДНК ребёнка, который, как предполагалось, был ребёнком Ассанжа.
Слушания, включая заявление Ноама Хомского в поддержку защиты, завершились 1 октября 2020 года. Барайцер заявила, что вынесет свое решение 4 января.
4 января 2021 года суд постановил, что Ассанж не может быть экстрадирован в США из-за состояния здоровья, так как он страдает аутизмом и клинической депрессией, а также склонен к суициду, в связи с чем его состояние может серьёзно ухудшиться в результате содержания в одиночном заключении в США и он может совершить самоубийство. В решении суда также говорилось, что в камере Ассанжа в британской тюрьме строгого режима Белмарш, где он содержится с апреля 2019 года, было найдено бритвенное лезвие, Ассанж также успел составить завещание. Суд постановил, что Ассанж будет оставаться в тюрьме на время, которое отводится представителям американской прокуратуры для подачи апелляции.
27—29 октября 2021 в лондонском суде прошли слушания по апелляции Минюста США по делу об экстрадиции. Сторонники Ассанжа пришли поддержать его у здания суда.
10 декабря 2021 года лондонский суд разрешил экстрадировать Ассанжа в США. Судей «успокоили» обещания представителей США снизить риск суицида и не содержать Ассанжа в слишком строгих условиях. Окончательное решение об его экстрадиции должен был принять премьер-министр Великобритании.
23 января 2022 года Высокий суд Лондона постановил, что Джулиан Ассанж может обжаловать решение о своей выдаче США. 14 марта 2022 года Верховный суд Великобритании отклонил апелляцию Ассанжа.
17 июня 2022 года глава МВД Великобритании приняла решение об экстрадиции основателя Wikileaks Джулиана Ассанжа в США.
9 июня 2023 года Высокий суд Англии и Уэльса отказал Ассанджу в удовлетворении его жалобы на решение о его экстрадиции.

#### Освобождение
24 июня 2024 года Высокий суд Англии и Уэльса выпустил Джулиана под залог. Практически сразу он улетел в Австралию. Ранее федеральный окружной суд США на Северных Марианских островах опубликовал документ, из которого следовало, что Ассанж может частично признать вину в рамках сделки, по которой он будет приговорен к тому сроку, который он уже провел в британской тюрьме, ожидая экстрадиции в США, после чего он будет свободен. 26 июня 2024 года на острове Сайпан Джулиан Ассанж в рамках сделки с обвинением признал себя виновным в шпионаже в обмен на наказание в виде уже отбытого ранее тюремного заключения. Судья Рамона Манглона после сообщения о том, что приговаривает Ассанжа к отбытому сроку и не назначает дополнительного надзора после освобождения, сказала: «Вы сможете выйти из этого зала суда свободным человеком». Дело официально закрыто.
На Сайпан и далее в Австралию Ассандж был доставлен рейсом бизнес-джета из Великобритании. За это Ассанжу необходимо заплатить 520 тысяч долларов, которые стали собирать через интернет его сторонники.

## Семья
Джулиан Ассанж был женат первым браком на женщине по имени Тереза (они поженились, когда им было по 16 лет), у него есть сын Дэниел, рождённый в 1989 году. Джулиан расстался с Терезой незадолго до своего ареста. Он сам растил Дэниела как отец-одиночка в течение 14 лет. После этого Джулиан уехал и сейчас практически не общается с сыном, но тот не держит на него зла и поддерживает его деятельность. В 2006 году у Джулиана родилась дочь от неизвестной женщины.
Во множестве источников говорится, что у Джулиана по меньшей мере четверо детей (он присутствовал при рождении трёх), но в 2011 году он говорил своему биографу Эндрю О’Хагану, что Дэниел — его единственный ребёнок.
В апреле 2020 года появилась информация, что у Джулиана от его адвоката Стеллы Морис два сына: Гэбриэл и Макс. В марте 2022 года Джулиан и Стелла Морис поженились, свадебная церемония прошла в тюрьме Белмарш.

## Звания и награды
- В 2008 году Ассанж был удостоен награды организации Международная амнистия за публикацию материалов о коррупции в руководящих кругах Кении[5].
- В 2010 году газета The Guardian разместила Джулиана Ассанжа на 58 позицию в списке 100 самых влиятельных людей в средствах массовой информации[5].
- В конце 2010 года Ассанж был признан человеком года по версии читателей журнала Time, сам же журнал отдал этот титул Марку Цукербергу[125].
- В 2010 году «Ведомости» удостоили Ассанжа титула «Частное лицо года»[126].
- В 2011 году австралийский журнал Zoo Weekly[англ.] назвал Ассанжа «худшим австралийцем года» (англ. Un-Australian of the year 2011)[127].
- В мае 2011 года Сиднейский фонд мира вручил Ассанжу золотую медаль за «исключительное мужество в защите прав человека»[128].
- 3 февраля 2013 года Йоко Оно вручила Ассанжу премию за мужество в искусстве[129].
- 24 июня 2013 года стал лауреатом премии Союза журналистов Казахстана в номинации «Журналистское расследование»[130].

## В культуре
- В феврале 2012 года вышла в эфир 500-я серия культового американского мультсериала «Симпсоны», где Ассанж озвучил самого себя[131].
- В 2012 году вышел австралийский художественный фильм «История Джулиана Ассанжа[англ.]» о начале деятельности Ассанжа[132], его героя сыграл Алекс Уильямс[англ.].
- В 2012 году в Австралии вышел короткометражный фильм «Джулиан» (Julian) режиссёра Мэттью Мура о школьных годах жизни Джулиана (1981 год, 9 лет, 4-й класс начальной школы), когда уже проявилось страстное желание говорить правду обо всем, что приводит к первым серьёзным конфликтам. Ассанжа сыграл Эд Оксенболд, номинированный Австралийским институтом кино на премию в категории «Лучший актёр» за эту роль. В том же году фильм был удостоен «Хрустального глобуса» Берлинского кинофестиваля как лучший короткометражный фильм[133].
- В 2013 году был снят художественный фильм «Пятая власть» производства Бельгии, США и Великобритании о жизни Ассанжа и деятельности проекта WikiLeaks[134]. Его роль исполнил британский актёр Бенедикт Камбербэтч.
- В сентябре 2014 года Ассанж выступил моделью в показе мод Бенджамина Вествуда, сына известного дизайнера Вивьен Вествуд. Шоу состоялось в посольстве Эквадора в Великобритании[135][136].
- В 2014 году исполнил роль самого себя в документальном фильме «Citizenfour. Правда Сноудена» режиссёра Лоры Пойтрас.
- В 2017 году вышел посвящённый Ассанжу документальный фильм «Риск» режиссёра Лоры Пойтрас.
- В 2017 году Ассанж дал интервью Владимиру Познеру.
- В феврале 2022 года, группа, поддерживающая Джулиана Ассанжа, собрала более 50 миллионов долларов в криптовалюте Ethereum, продав NFT под названием Clock (Часы)[137] — это совместное творение Ассанжа и цифрового художника Мурата Пака[англ.]. На нём отображается цифровой счётчик дней, проведенных Ассанжем в заключении в лондонской тюрьме Белмарш.
- В сентябре 2022 года Ассанж был изображён на мурале на одном из домов в микрорайоне Железнодорожный подмосковной Балашихи в рамках фестиваля «Культурный код»[138].